# BMW 8 Серії
BMW 8, або BMW 8 Серії — автомобілі серії класу Gran Turismo. Випускалися з 1989 по 1999 рік. Друге покоління моделі дебютувало в 2018 році.

## Перше покоління (E31; 1989–1999)

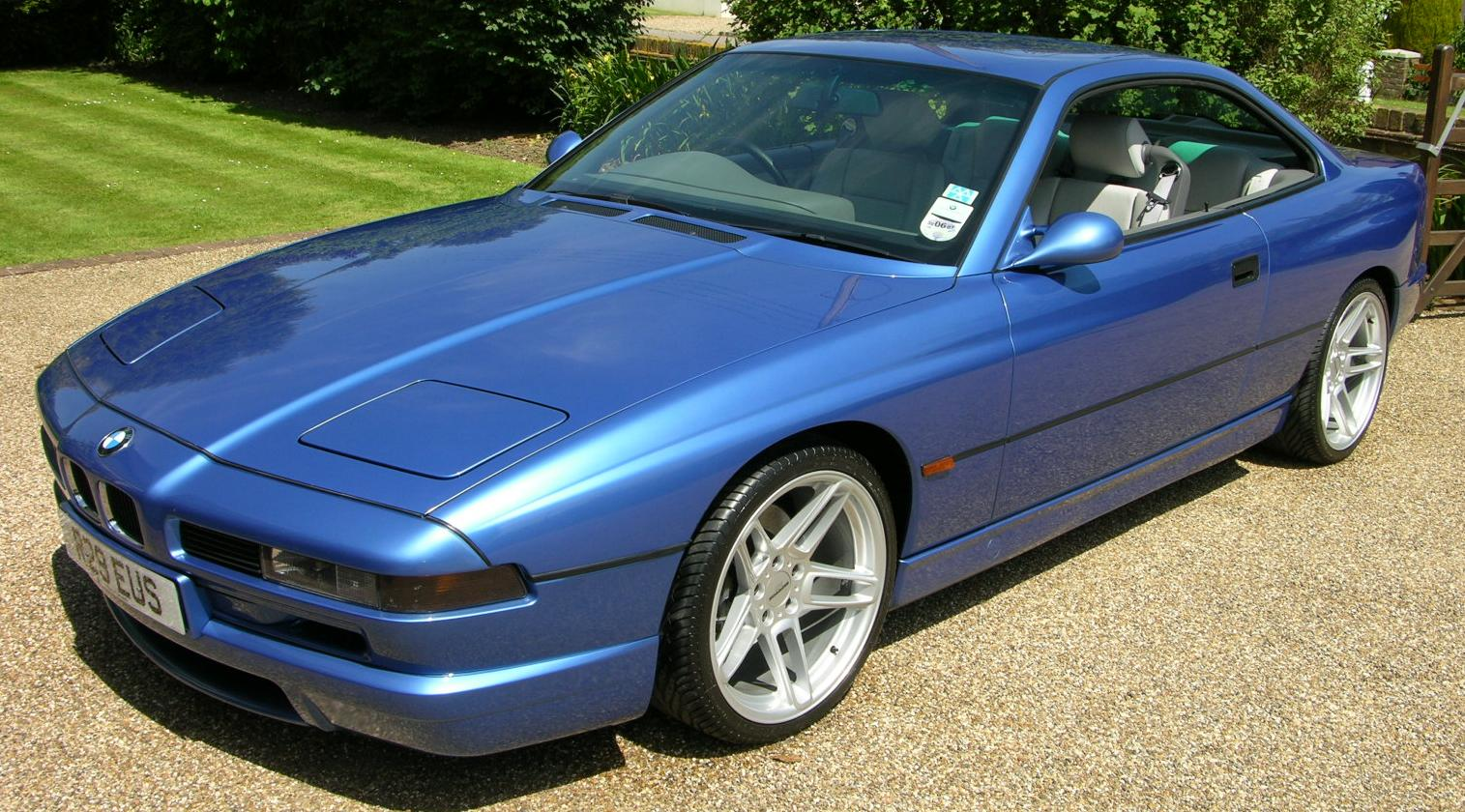
BMW 840 Ci Sport

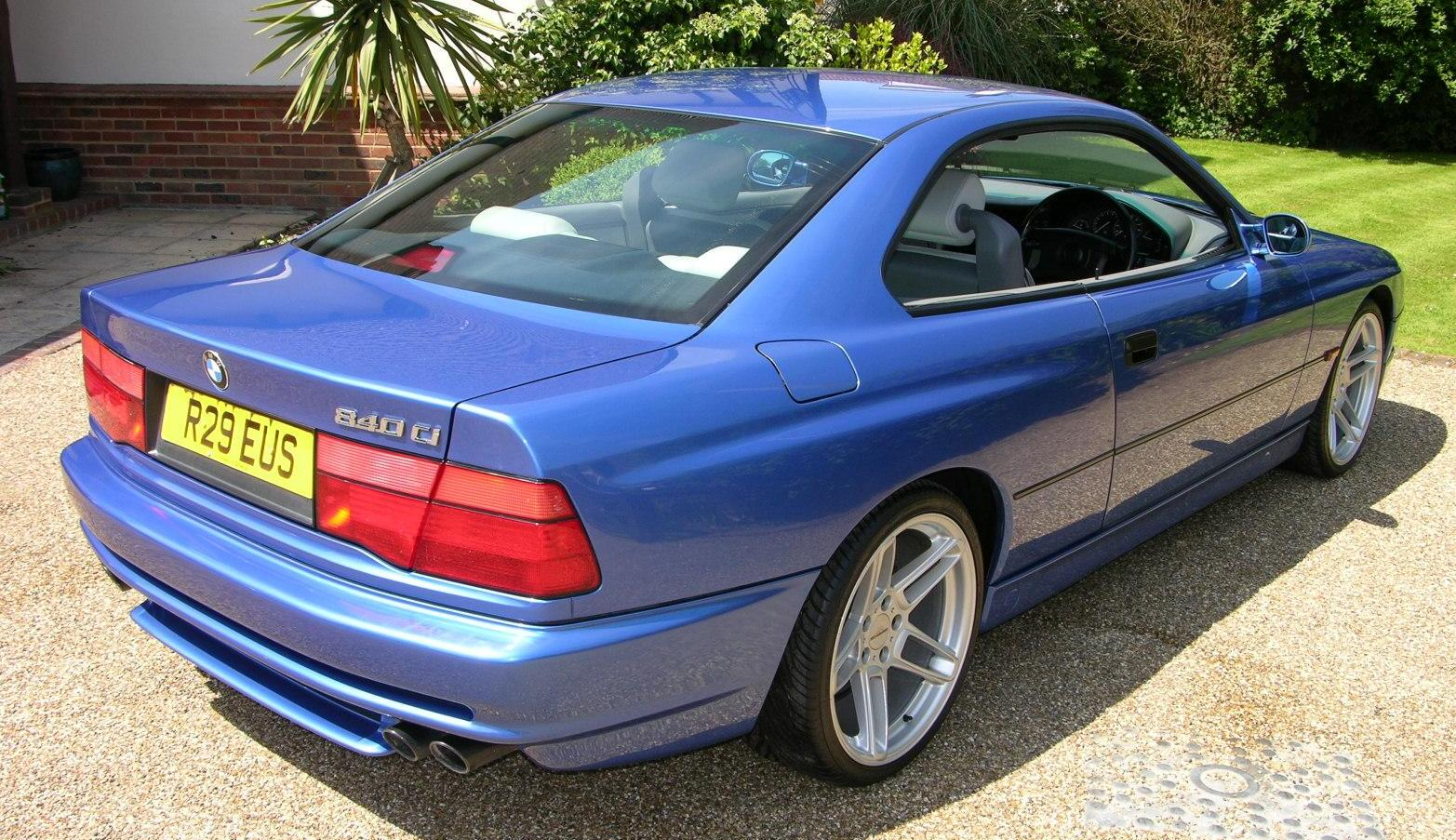
BMW 840 Ci Sport

BMW 8 серії першого покоління (індекс E31) випускалася з 1989 по 1999 рік. Модель прийшла на зміну 6-ї серії в кузові E24. Машина повинна була скласти конкуренції моделям SL і купе S-класу від Mercedes-Benz. Купе було розраховано на 4 пасажирів (2+2) на відміну від Mercedes-Benz SL (R129), який був родстером.
Всього з 1989 по 1999 року виготовлено 30 621 автомобілів BMW 8 серії першого покоління.

### Двигуни
- 4,0 л М60 V8
- 4,4 л М62 V8
- 5,0 л М70 V12
- 5,4 л M73 V12
- 5,6 л S70 V12

## Друге покоління  (G14/G15/G16; 2018–досі)

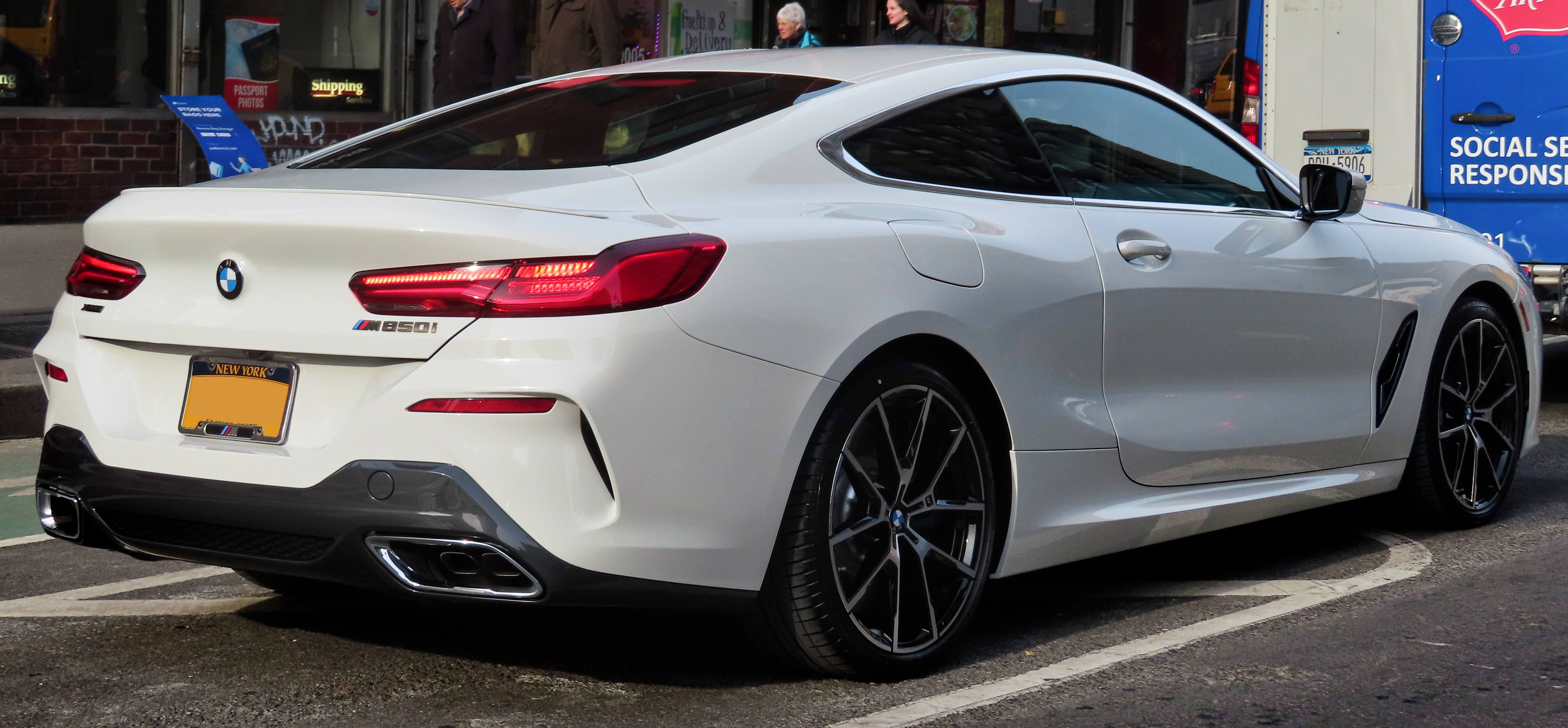
BMW 840d (G15)

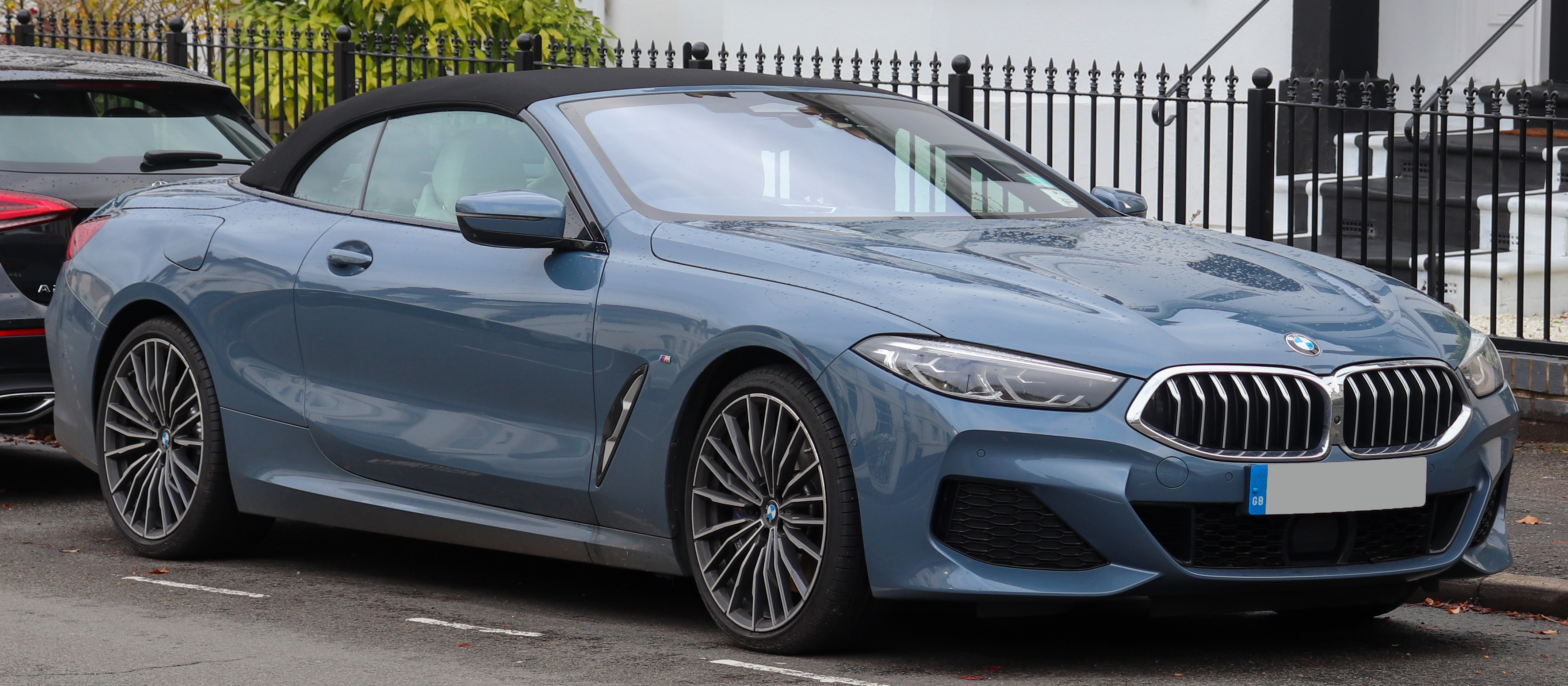
BMW 840d xDrive (G14)

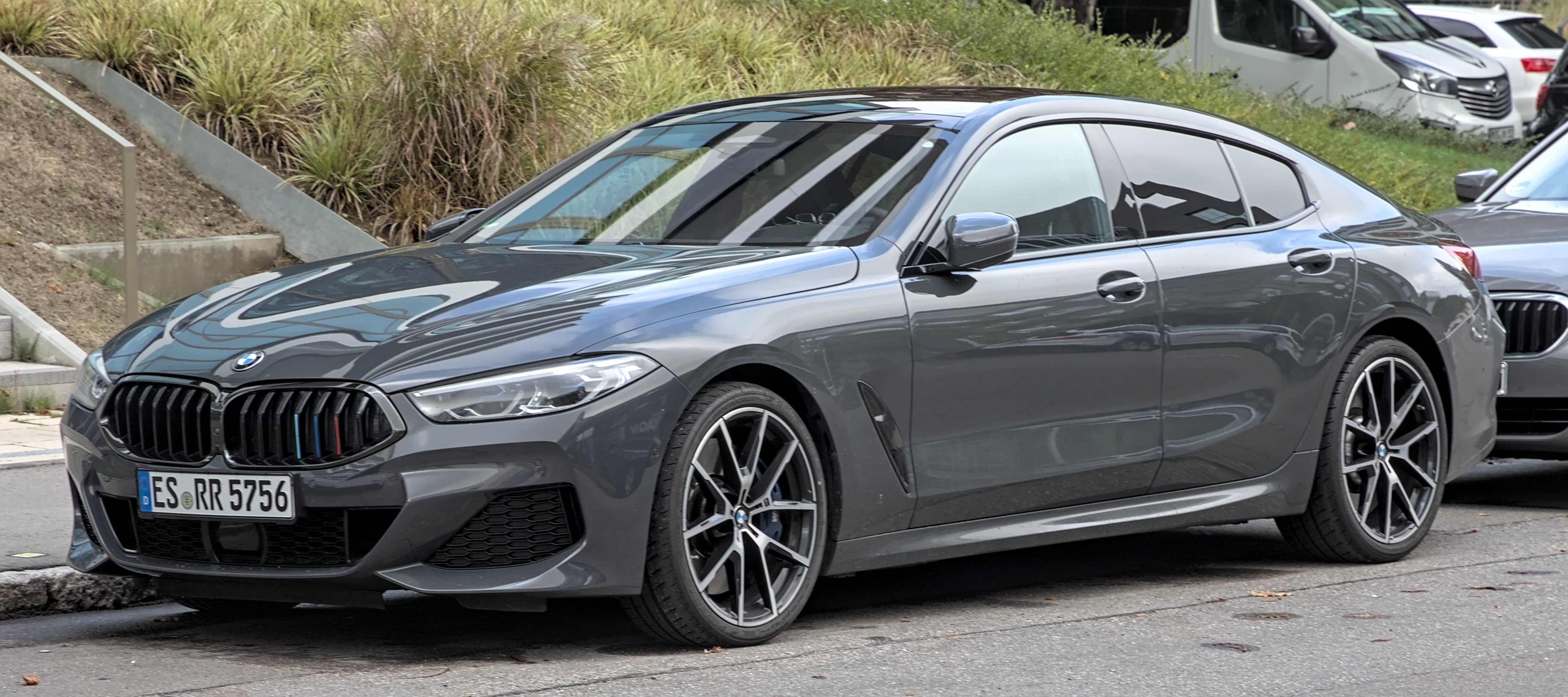
BMW M850i Gran Coupé (G16)

26 травня 2017 року на престижному заході Concorso d'Eleganza Villa d'Este німці показали концепт-кар BMW Concept 8 Series. Дебют серійної BMW 8 серії другого покоління (заводський індекс G15 для версії купе і G14 для кабріолета) відбулося у Франкфурті восени 2017 року. Виробництво купе G15 налагодили в Дінгольфінзі, де складають сьому серію. На ринок купе вийшло в листопаді 2018 року. В 2019 році клієнтам запропонували кабріолети.
В 2019 році дебютував спортивний купеподібний седан під назвою 8 Gran Coupe, концепт якого представлений на автосалоні в Женеві в березні 2018 року під назвою BMW Concept M8 Gran Coupe. 
У 2023 році 8 серія отримала невеликі зміни в дизайні кузова та 12,3-дюймовий сенсорний дисплей мультимедіа. 

### Двигуни
- BMW 840d 3.0 л B57D30 І6 (320 к.с., 680 Нм)
- BMW 840i 3.0 л B58B30 І6 (340 к.с., 500 Нм)
- BMW M850i 4.4 л N63B44TU3 V8 (530 к.с., 750 Нм)
- BMW M8 4.4 л S63B44Tx V8 (600 к.с., 750 Нм)
- BMW M8 Competition 4.4 л S63B44Tx V8 (625 к.с., 750 Нм)